# Janet Anderson
Janet Anderson, född 6 december 1949 i Newcastle upon Tyne, död 6 februari 2023, var en brittisk Labourpolitiker. Hon var parlamentsledamot för valkretsen Rossendale and Darwen 1992–2010. Åren 1998–2001 innehade hon posten som minister (Under Secretary) för film, radio och TV samt turism.